# شهرستان حرض
 حرض  به عربی ( الحرض ) شهریست در أقصی شمال یمن، و در حدود مرزی کشور عربستان سعودی واقع شده‌است، و از توابع استان حجه در کشور یمن در شبه جزیره عربستان. 
واحات ومزارع نخل خرما و باغ‌های انگور شهر را احاطه نموده‌است. 
شهریست قدیمی که قدمت آن به دوران (الیمن السعید) «یمن خوشبخت» می‌رسد. این شهر به صناعات دستی و سنتی مشهور است. 
گویند:(حرض بن خولان بن عمرو بن مالک بن حمیر) در این مکان ساکن بوده‌است، لذا این مکان را (حرض) نامگذاری شده‌است.